# Liste der Monuments historiques in Vacqueville
Die Liste der Monuments historiques in Vacqueville führt die Monuments historiques in der französischen Gemeinde Vacqueville auf.

## Liste der Objekte
| Bezeichnung                  | Beschreibung | Standort                        | Kennzeichnung | Schutzstatus | Datum | Bild |
| ---------------------------- | --- | ------------------------------- | ------------- | ------------ | ----- | ---- |
| Zwei Seitenaltäre            | jeweils Retabel und eine Skulptur; Holz, farbig gefasst und vergoldet, 18. Jahrhundert, Jean Bailly zugeschrieben | in der Kirche St-Étienne (Lage) | PM54000928    | Classé       | 1981  |      |
| Kelch                        | Silber, vergoldet, um 1745                                                                                        | in der Kirche St-Étienne (Lage) | PM54000927    | Classé       | 1982  |      |
| Skulptur Heiliger Laurentius | Holz, farbig gefasst, 1728                                                                                        | in der Kirche St-Étienne (Lage) | PM54001931    | Inscrit      | 1980  |      |
| Skulptur Heiliger Sebastian  | Holz, farbig gefasst, 18. Jahrhundert                                                                             | in der Kirche St-Étienne (Lage) | PM54000929    | Classé       | 1981  |      |